# Sylvia Pinel
Sylvia Pinel (født 28. september 1977 i L’Union nær Toulouse, Haute-Garonne i regionen Occitanie) er en fransk politiker. 
Hun er talsperson for det radikale venstreparti. Hun er tidligere formand for det radikale venstreparti, tidligere medlem af Nationalforsamlingen og tidligere minister. 

## Partiformand og primærvalg
Den 17. februar 2016 blev Sylvia Pinel valgt til formand for det radikale venstreparti. 
Den 1. december 2016 meddelte Frankrigs siddende præsident François Hollande fra Parti Socialiste, at han ikke ville genopstille ved valget i 2017.
Socialistpartiet og det radikale venstreparti udskrev et fælles primærvalg (la Belle Alliance populaire) i januar 2017. Sylvia Pinel opstillede, men hun opnåede kun flertal (53 procent) på den lille øgruppe Saint-Pierre og Miquelon. Dermed hun gled ud allerede i første valgrunde den 22. januar 2017. Det blev socialisterne Benoît Hamon og Manuel Valls, der kom til at gå videre til anden valgrunde den 29. januar.

## Ministerposter
Fra 2012 til 2016 havde Sylvia Pinel tre forskellige ministerposter i de socialistisk–radikale regeringer Jean-Marc Ayrault I og II, Manuel Valls I og Manuel Valls II.

## Medlem af Nationalforsamlingen
Sylvia Pinel var medlem af Nationalforsamlingen for anden kreds i Tarn-et-Garonne i 2007–2022 (bortset fra sine år som minister). Hun genindtrådte i Nationalforsamlingen den 12. marts 2016, og hun blev genvalgt i 2017, men ikke i 2022.

## Medformand for Den Radikale Bevægelse
Sylvia Pinel var medformand (sammen med Laurent Hénart) for Den radikale, sociale og liberale Bevægelse fra 9. december 2017 til 8. februar 2019. Allerede dagen efter (9. februar 2019) blev hun talsperson for det radikale venstreparti (PRG).   

## Næstformand for regionsrådet
Den 4. januar 2016 blev Sylvia Pinel første næstformand for regionsrådet i Occitanie. Valget til denne post medvirkede til, at hun trådte ud af regeringen en måned senere.